# DVB-S2
Pour les articles homonymes, voir S2.
Le DVB-S2 est un standard de transmission du contenu multimédia par satellite. Il a été conçu, entre autres, pour remplacer la norme existante de diffusion de la vidéo numérique par satellite, le DVB-S. Le DVB-S2 a été développé en 2003, et a été ratifié par l'ETSI en mars 2005. Il est basé sur le DVB-S, et le standard utilisé par les SNG.
En mars 2014, une extension au DVB-S2 a été publié : la norme DVB-S2X a été publiée.
Le nouveau standard couvrira aussi une gamme de services bien plus étendue que la seule diffusion tels que les services interactifs avec une voie retour via satellite. Dans ce cas et pour les utilisateurs grand public, la voie retour (Terminal vers Satellite) est assurée grâce à un autre standard, comme le DVB-RCS. La norme DVB-S2 permet aussi de réaliser des communications point-à-point ou point-à-multi-point lors des transmissions occasionnelles de certains événements. 
Afin de garantir la qualité de service requise par les différentes applications et d'exploiter les ressources spectrales d'une manière plus efficace, le DVB-S2 adopte à la fois un codage adaptatif et une constellation adaptative. Ainsi, et pour un service donné, la forme d'onde évolue d'une manière dynamique en fonction des conditions de propagation. Quatre schémas de modulation sont alors proposées, ces schémas sont données par la QPSK, 8PSK, 16 APSK et 32 APSK, la mise en forme étant assurée par un filtre en racine de Cosinus Surélevé avec des roll-off de 0.2, 0.25 ou 0.35. Dans le cas des modulations 16APSK et 32APSK le rapport des rayons entre les différentes sous-constellations est adapté aux taux de codage afin d'assurer de meilleures performances en puissance.

## Enjeux

### Augmentation du débit
Le DVB-S est un protocole relativement ancien (1997), conçu pour prendre en compte des limitations techniques plutôt importantes, notamment en termes de bruit de phase dans les récepteurs. 
De telles limitations étant dépassées aujourd'hui, un des enjeux de la norme DVB-S2 est d'augmenter le débit de transmission, en permettant l'utilisation de modulations plus performantes par exemple. Le DVB-S2 bénéficie également des dernières innovations en termes de codage grâce à l'utilisation de codes LDPC.

### VCM/ACM
Un problème majeur des transmissions satellite est que la qualité du canal est très dépendante de la météo à laquelle est soumise le récepteur, ainsi que de la distance du satellite (dans le cas des satellites non-géostationnaire). Par exemple la transmission est meilleure par temps clair que par temps pluvieux. Dans le cas d'un satellite non-géostationnaire, la transmission est bien meilleure quand le satellite est au zénith que lorsqu'il est à l'horizon.
Ces variations dans la qualité du canal obligent donc à dimensionner un système de transmission en fonction des pires conditions possibles : le système est sous optimal le reste du temps. Cette utilisation sous-optimale concerne cependant plus de 90 % de l'utilisation du système.
Le DVB-S2 prévoit donc des systèmes de modulation et de codage adaptatifs, ce qui permet de modifier les paramètres de transmission (modulation et codage) en fonction des paramètres courant de transmission. On parle de VCM (Variable Coding and Modulation ou Codage et Modulation Variables), et de ACM (Adaptative Coding and Modulation ou Codage et Modulations Adaptatifs).

### Services interactifs
Le DVB-S2 prévoit des systèmes de services interactifs (typiquement transmission internet par satellite).

## Modulation
Les modulations utilisées pour la norme DVB-S2 sont des modulations de type APSK.
Les modulations utilisées sont les modulations QPSK, 8PSK, 16APSK et 32APSK.

## Codage
Le codage canal adopté est une concaténation d'un code en bloc (du type BCH) et d'un code LDPC avec un processus de décodage itératif. La taille de l'entrelaceur est de 64800.

## Trame DVB-S2
Dans le protocole DVB-S2, les données sont transmises sous forme de trames. Ainsi, entre deux trames, la modulation et le codage peuvent être modifiés, ce qui permet de mettre en place des systèmes d'ACM ou de VCM.
Une trame est donc constituée :
- d'un header : de symboles transmis grâce à une modulation très robuste (PI/2-BPSK). Ces symboles transmettent les informations de modulation et de codage sur la partie "données" de la trame. Grâce à la modulation robuste employée, ces symboles peuvent être utilisés par le récepteur pour se synchroniser (en symboles, en phase et en fréquence).
- d'une partie données. Deux types de trames peuvent être utilisées : les trames normales (64 800 bits) ou les trames courtes (16 200 bits).  À noter que ce sont les tailles de trames en bits après codage, les trames binaires décodées auront donc des tailles variables en fonction du codage utilisé. Le nombre de symboles de la trame "physique" dépendra lui de la modulation utilisée.

## Modes de compatibilité avec le DVB-S
Le DVB-S2 prévoit un mode de compatibilité pour pouvoir commencer à être déployé en utilisant les mêmes récepteurs que ceux déployés pour le DVB-S. Dans ce cas, les récepteurs DVB-S pourront continuer à être utilisés avec les mêmes performances, tandis que les récepteurs DVB-S2 bénéficieront d'une performance accrue (utilisation d'une constellation 8PSK au lieu d'une simple QPSK).  Dans ce cas, la transmission DVB-S2 ne se fait pas au maximum des possibilités.

## Performances
Le tableau  résume les performances des différents schémas que propose la norme. Aucune perte liée aux imperfections du canal ou aux amplificateurs non linéaires n'est prise en compte lors de l'évaluation des performances. Cette perte est fonction de la constellation adoptée mais aussi du mode de transmission : mode mono-porteuse ou mode multi-porteuse.
Le tableau 13 du standard décrit les différentes configurations DVB-S2 avec les C/N requis pour une transmission QEF (de l'anglais Quasi Error Free).
| Modcod      | C/N(dB) | Efficacité Spectrale (bit/s/Hz) |
| ----------- | ------- | ------------------------------- |
| QPSK 1/4    | -2,35   | 0,363143                        |
| QPSK 1/3    | -1,24   | 0,486258                        |
| QPSK 2/5    | -0,30   | 0,586573                        |
| QPSK 1/2    | 1,00    | 0,732487                        |
| QPSK 3/5    | 2,23    | 0,880224                        |
| QPSK 2/3    | 3,1     | 0,979445                        |
| QPSK 3/4    | 4,03    | 1,101831                        |
| QPSK 4/5    | 4,68    | 1,1757                          |
| QPSK 5/6    | 5,18    | 1,225676                        |
| QPSK 8/9    | 6,2     | 1,308482                        |
| QPSK 9/10   | 6,42    | 1,324898                        |
| 8PSK 3/5    | 5,50    | 1,31851                         |
| 8PSK 2/3    | 6,62    | 1,467136                        |
| 8PSK 3/4    | 7,91    | 1,650461                        |
| 8PSK 5/6    | 9,35    | 1,83597                         |
| 8PSK 8/9    | 10,69   | 1,960009                        |
| 8PSK 9/10   | 10,98   | 1,984598                        |
| 16APSK 2/3  | 8,97    | 1,953479                        |
| 16APSK 3/4  | 10,21   | 2,197575                        |
| 16APSK 4/5  | 11,03   | 2,344904                        |
| 16APSK 5/6  | 11,61   | 2,444579                        |
| 16APSK 8/9  | 12,89   | 2,609735                        |
| 16APSK 9/10 | 13,13   | 2,642475                        |
| 32APSK 3/4  | 12,73   | 2,74318                         |
| 32APSK 4/5  | 13,64   | 2,927087                        |
| 32APSK 5/6  | 14,28   | 3,051509                        |
| 32APSK 8/9  | 15,69   | 3,25767                         |
| 32APSK 9/10 | 16,05   | 3,298539                        |

La diversité des schémas de codage canal et de modulation permet au standard DVB-S2 de s'adapter à un large champ d'applications dont les exigences sont différentes. 
Dans le cas des services de diffusion de la vidéo et de la vidéo haute définition, la nouvelle norme permet un gain de 25 % et 30 % en efficacité spectrale par rapport aux standards existants équivalents. Toutefois en matière de pure réception TV satellitaire, domaine performances dBi de l'antenne, celle-ci doit être revue à la hausse par rapport au DVB-S à PIRE et conditions équivalentes. On estime qu'une marge de 2dB supérieure doit au moins être appliquée. Se référer aux abaques spécialisés en télévision numérique par satellite : PIRE/DIAMÈTRE/GAIN/PARABOLE/MARGE.          
L'adoption d'une forme d'onde adaptative dans le cas d'une transmission point-à-point interactive est bien plus intéressante. Les échanges des informations relatives au canal de propagation permettent de sélectionner la constellation et le taux de codage les plus appropriés aux conditions de propagation. Cette solution améliore la capacité d'un transpondeur bord d'un facteur qui varie entre 100 % et 200 %. En plus du gain obtenu en capacité, la liaison adaptative permet de garantir une meilleure disponibilité du système. L'échange des informations relatives aux conditions de propagation peut s'effectuer soit via le satellite même ou bien à travers une infrastructure terrestre.